# Anspruchswappen
Anspruchswappen sind Wappen von Territorien, auf die ein geistiger oder sachlicher Anspruch erhoben wird, obwohl diese Gebiete nicht oder nicht vollständig im Besitz des Landesherren sind.

## Beispiele

### Anspruch auf Jerusalem

Wappen von Jerusalem

Anspruch auf Jerusalem wurde zu verschiedenen Zeiten erhoben. Die Grafen von Anjou wurden nach dem Ersten Kreuzzug Könige von Jerusalem und führten rund ein Jahrhundert diesen Titel und das Kreuz im Wappen. In der Folge übernahmen die Könige von Neapel und die Herzöge von Lothringen die Ansprüche. Kaiser Franz Joseph I. nannte sich noch König von Jerusalem und führte das Wappen (siehe auch: Titularkönige von Jerusalem).

### Anspruch Englands auf Frankreich

Wappen Edward III.

1340 erklärte sich Edward III. von England zum König von Frankreich und nahm die französischen Lilien in sein Wappen auf. Im Hundertjährigen Krieg (ab 1337) beherrschte England auch vorübergehend weite Gebiete Frankreichs. Obwohl Königin Maria I. Tudor 1558 mit Calais den letzten englischen Besitz auf dem Festland verlor, blieb der Anspruch aber bestehen. Erst 1801 nach der französischen Revolution verzichtete der König Georg III. offiziell auf den Anspruch auf das französische Königreich.

### Jülich-Kleve
Die Parteien, die im Jülich-Klevischen Erbfolgestreit um die Rechtsnachfolge über die Herrschaft der Herzogtümer Jülich-Kleve-Berg gestritten hatten, hielten diese Ansprüche auf Anspruchswappen, die auf Münzen abgebildet wurden, noch lange aufrecht, Sachsen-Coburg-Gotha und Sachsen-Meiningen sogar bis in das 19. Jahrhundert.

### Kärntner Wappen

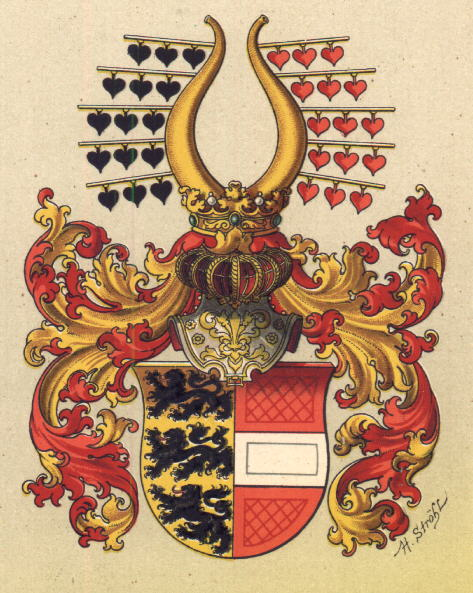
Historisches Wappen von Kärnten

Das spätere Kärntner Landeswappen war ursprünglich ein Anspruchswappen Herzog Ulrichs III. Er war in erster Ehe mit der Witwe und in zweiter Ehe mit einer Großnichte Herzog Friedrichs II. von Österreich verheiratet und erhob auf dieser Basis Ansprüche auf das babenbergische Erbe, die allerdings nach dem Tod des Herzogs 1269 hinfällig wurden.

Das Wappen zeigt die drei Löwen der Mödlinger Seitenlinie der Babenberger – beginnend mit Herzog Heinrich dem Älteren, sowie den österreichischen Bindenschild.